# Chronologie der Lateinschrift

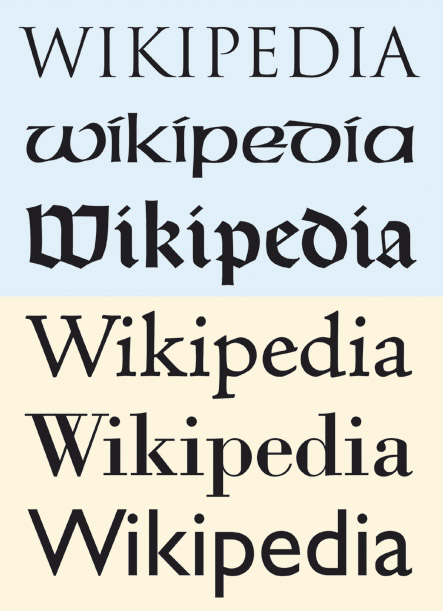
Beispiele Antike und Mittelalter:
• Capitalis monumentalis
• Unzialschrift
• Rotunda
Beispiele Neuzeit:
• Renaissance-Antiqua
• Klassizistische Antiqua
• Grotesk

Die nachfolgende Chronologie der Lateinschrift gibt einen vereinfachten Überblick über die Entwicklung der lateinischen Schrift seit dem 2. Jahrhundert v. Chr. Der Schwerpunkt liegt dabei auf der chronologischen Reihenfolge von Schriftklassen und Schriftarten.

## Chronologie der Schriftarten
In den Tabellen stehen kurzlebige Schriftarten neben langlebigen, die über Jahrhunderte verwendet wurden. Die Zuordnung zu einem Jahrhundert zeigt jeweils den Beginn des Zeitraums der Nutzung an. Bezüglich der Zuordnung einer Schriftart zu einem Zeitraum finden sich in der Literatur teilweise unterschiedliche Angaben.

### Antike
Das klassische lateinische Alphabet existiert seit dem  2. Jahrhundert v. Chr. Es hatte ein altitalisches Alphabet als Vorläufer, das wiederum vom griechischen Alphabet abstammt (siehe Europäische Alphabetschriften).
Gestalt der Buchstaben: In der römischen Antike hatten die Buchstaben zuerst die Form von Großbuchstaben (Majuskelschriften, in der Tabelle mit GROSSBUCHSTABEN dargestellt). Im 4. Jahrhundert begann der Übergang zur Minuskel-Form.
Materialien: Inschriften wurden in Stein gemeißelt (Lapidarschrift). Beim Schreiben von Büchern (Buchschrift) wurde mit einem Schreibrohr auf Papyrus geschrieben. Beim Schreiben im Alltag (Gebrauchsschrift) wurden die Buchstaben mit dem Griffel in eine Wachstafel geritzt.
| Jahrhundert    | Für Inschriften        | Buchschriften                                                             | Gebrauchsschriften       | Zum Vergleich: Andere Schriften |
| -------------- | ---------------------- | ------------------------------------------------------------------------- | ------------------------ | ------------------------------- |
| 1. Jh. v. Chr. | CAPITALIS MONUMENTALIS |                                                                           |                          |                                 |
| 1. Jh.         |                        | CAPITALIS RUSTICA                                                         | ÄLTERE RÖMISCHE KURSIVE  |                                 |
| 3. Jh.         |                        | UNZIALE                                                                   |                          | Runen (ᚱᚢᚾᛖᚾ)                   |
| 4. Jh.         |                        | • CAPITALIS QUADRATA • Halbunziale                                        | Jüngere römische Kursive | Ostgotische Schrift             |
| 5. Jh.         |                        | Regionale insulare Schriften: • Irische Schrift • Angelsächsische Schrift |                          |                                 |

### Mittelalter
Gestalt der Buchstaben: Das Mittelalter war im Wesentlichen ein Zeitalter der Minuskelschriften, deren Buchstaben der Form nach Kleinbuchstaben sind. Ausnahmen sind die gotische Unziale aus dem 12. Jahrhundert, die allerdings nur für Inschriften sowie für einzelne geschmückte Anfangsbuchstaben (Initialen) verwendet wurde, und die gotische Majuskelschrift (13. und 14. Jahrhundert), die nur in Inschriften vorliegt.  Im 11. Jahrhundert bildete sich eine frühe Form der gebrochenen Schriften heraus.
„Großbuchstaben“ wurden gegebenenfalls als Initialen beigemischt, die jedoch nicht zu der jeweiligen Minuskelschrift gehören. Die Initialen wurden zumeist viel größer und mit reichen Verzierungen gemalt oder gezeichnet. Die Lombarden aus dem 12. Jahrhundert waren weniger verziert und wurden zum Teil auch innerhalb von Textzeilen verwendet. Im Spätmittelalter begann die heutige Art der Großschreibung mit Kleinbuchstaben und Großbuchstaben innerhalb derselben Schrift.
Materialien: Beim Schreiben von Büchern (Buchschrift) wurde mit einem Gänsekiel auf Pergament geschrieben.
| Jahrhundert | Buchschriften                                               | Gebrochene Buchschriften      | Gebrauchsschriften                             | Gebrochene Verkehrsschriften      | Zum Vergleich: Andere Schriften |
| ----------- | ----------------------------------------------------------- | ----------------------------- | ---------------------------------------------- | --------------------------------- | ------------------------------- |
| 6. Jh.      | • Langobardische Minuskel • später Beneventana (Süditalien) |                               |                                                |                                   |                                 |
| 7. Jh.      | Westgotische Schrift (Spanien)                              |                               |                                                |                                   |                                 |
| 8. Jh.      | • Alemannische Minuskel (Bodensee) • Rätische Minuskel      |                               |                                                |                                   |                                 |
| 9. Jh.      | Karolingische Minuskel                                      |                               |                                                |                                   | Glagolitische Schrift           |
| 10. Jh.     |                                                             |                               |                                                |                                   | Altkyrillisches Alphabet        |
| 11. Jh.     | Spätkarolingische Minuskel                                  | Frühgotische Minuskel         |                                                |                                   |                                 |
| 12. Jh.     |                                                             | • Gotische Minuskel • Textura |                                                | Ältere gotische Kursive           |                                 |
| 13. Jh.     |                                                             | Rotunda                       |                                                | Notula (jüngere gotische Kursive) |                                 |
| 14. Jh.     | Gotico-Antiqua                                              | Bastarda                      |                                                | Kanzlei-Bastarda                  |                                 |
| 15. Jh.     | Humanistische Minuskel                                      | Schwabacher                   | • Humanistische Kursive • Cancellaresca romana | Kanzleikurrent                    |                                 |

### Neuzeit
Gestalt der Buchstaben: Die Schriftarten der Neuzeit enthalten Großbuchstaben und Kleinbuchstaben.
Materialien: In der Neuzeit wurden Bücher auf Papier gedruckt (Buchdruck), zunächst mit Lettern aus Blei (Bleisatz). Im 20. Jahrhundert setzten sich der Offsetdruck und andere Verfahren durch. Beim Schreiben mit der Hand wurde zuerst ein Gänsekiel verwendet, später ein Federhalter mit Stahlfeder, der wiederum vom Füllfederhalter abgelöst wurde. Schließlich kamen die Schreibmaschine, der Kugelschreiber und andere Schreibgeräte hinzu.
| Jahrhundert | Buchschriften                                                                 | Gebrochene Buchschriften | Gebrauchsschriften                                  | Gebrochene Verkehrsschriften      |
| ----------- | ----------------------------------------------------------------------------- | ------------------------ | --------------------------------------------------- | --------------------------------- |
| 16. Jh.     | Renaissance-Antiqua (z. B. Jenson und Garamond)                               | Fraktur                  | Lateinische Schreibschrift (Frankreich und England) | Deutsche Kurrentschrift           |
| 17. Jh.     | Barock-Antiqua (z. B. Caslon)                                                 |                          | Ronde (zuerst in Frankreich)                        |                                   |
| 18. Jh.     | Klassizistische Antiqua (z. B. Bodoni)                                        |                          | • Round hand • später Spencerian script (USA)       |                                   |
| 19. Jh.     | Linear-Antiqua: • Egyptienne/Italienne (mit Serifen) • Grotesk (ohne Serifen) |                          | Rundschrift                                         | Deutsche Schreibschrift           |
| 20. Jh.     | Jugendstil-Schriften                                                          | Gebrochene Grotesk       | Lateinische Ausgangsschrift (in den Schulen)        | Sütterlinschrift (in den Schulen) |

### Gegenwart
Das Zeitalter der Computer-Fonts, das schon im 20. Jahrhundert begann, brachte eine Fülle neuer Schriftarten hervor. Diese werden nicht nur professionell, sondern auch von Privatpersonen genutzt. Man bevorzugt das Schreiben auf der Tastatur eines elektronischen Geräts (z. B. Computer oder Smartphone), statt etwa Briefe noch mit der Hand zu schreiben. Dabei kann man nicht nur eine Schriftart wählen, sondern auch die Schriftgröße sowie Schriftauszeichnungen wie Fett- oder Kursivschrift.

## Schriftarten im Vergleich
Siehe auch: Westliche Kalligrafie#Kalligrafische Schriftarten (Tabelle)
- Gebrochene Schriften:
 • Textura
• Rotunda
• Schwabacher
• Fraktur
- Antiqua-Schriften:
• Renaissance-Antiqua, venezianisch
• Renaissance-Antiqua, französisch
• Barock-Antiqua
• Klassizistische Antiqua
• Serifenbetonte Antiqua

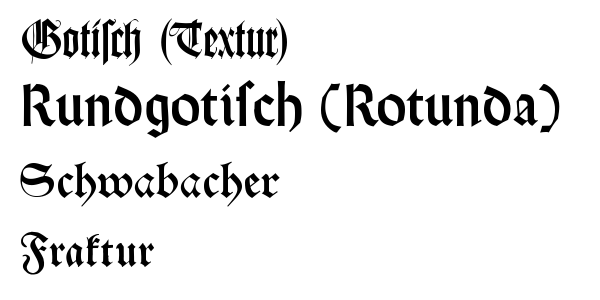
Gebrochene Schriften: • Textura • Rotunda • Schwabacher • Fraktur
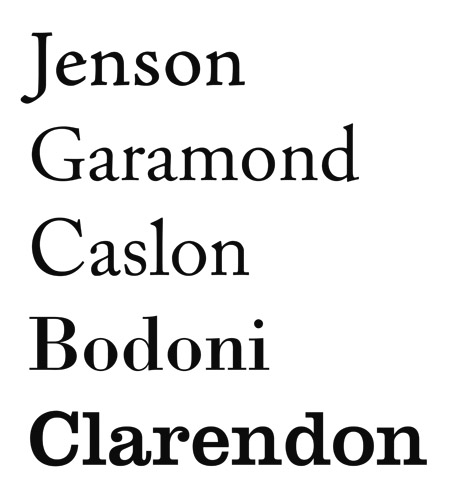
Antiqua-Schriften: • Renaissance-Antiqua, venezianisch • Renaissance-Antiqua, französisch • Barock-Antiqua • Klassizistische Antiqua • Serifenbetonte Antiqua
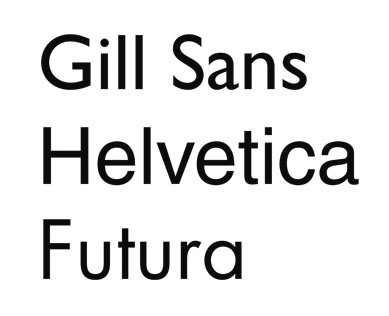
Groteskschriften (ohne Serifen): • humanistisch • klassizistisch • geometrisch